# Marcasiet
Het mineraal marcasiet of speerkies is een bleekbronsgeel tot tinwit ijzer-sulfide met de chemische formule FeS2.
De naam is afgeleid van het Arabische woord Makraschit, de oorspronkelijke benaming voor pyriet en vergelijkbare mineralen.

## Geschiedenis
Marcasiet wordt slechts zelden als edelsteen verwerkt, maar in de middeleeuwen was het in Frankrijk geliefd als volkssieraad. Tegenwoordig worden vooral in Thailand kleine geslepen marcasieten in zilver gezet. In de prehistorie werd het gebruikt als vuurstarter in combinatie met vuursteen.

## Ontstaan
Hydrothermaal, postvulkanisch, hypergeen en sedimenten.

## Eigenschappen
Marcasiet heeft dezelfde chemische formule als het kubische pyriet maar een andere kristalstructuur (orthorombisch). Dit wordt isomorf genoemd. Marcasiet wordt aan de lucht gauw donkerder en exemplaren van dit mineraal kunnen na verloop van tijd zelfs afbrokkelen of desintegreren. Het is onbelangrijk als ijzer- of zwavelertsmineraal.
In de edelstenenhandel wordt de naam marcasiet incorrect gebruikt voor geslepen pyriet. Dit "marcasiet" met een messinggele kleur en een hoge metaalglans wordt vooral in zilveren juwelen gezet als entouragemateriaal.

## Naam
De naam marcasiet is van Arabische of Moorse oorsprong. Het werd gebruikt voor alle pyrietachtige mineralen als marcasiet, chalcopyriet, sfaleriet en andere.

## Voorkomen
Marcasiet wordt doorgaans hydrothermaal gevormd en wordt gevonden in sedimentaire gesteenten (zoals kalksteen, schalie of ligniet) of in aders (met zink- en loodsulfide). De vorming van marcasiet treedt op bij lage temperatuur en onder reducerende omstandigheden. Het wordt aangetroffen in de krijtafzettingen zoals te Cap Blanc-Nez nabij Calais, Frankrijk en in de Boomse Klei.

## Toepassingen
Facetslijpsel, zelden cabochons, soms ook natuurlijke vormen.

## Opmerkingen
Gevoelig voor warmte en zweet, in vuur komt zwaveldioxide vrij. Het mineraal corrodeert aan het oppervlak.